# Mount Victoria, British Columbia
Mount Victoria är ett berg i Kanada.   Det ligger i provinsen British Columbia, i den sydvästra delen av landet, 3 600 km väster om huvudstaden Ottawa. Toppen på Mount Victoria är 2 088 meter över havet, eller 297 meter över den omgivande terrängen. Bredden vid basen är 3,3 km.
Terrängen runt Mount Victoria är huvudsakligen mycket bergig.Runt Mount Victoria är det mycket glesbefolkat, med 3 invånare per kvadratkilometer.. Det finns inga samhällen i närheten. 
I omgivningarna runt Mount Victoria växer i huvudsak barrskog.